# Новые Мартюхи
Но́вые Мартюхи́ — деревня на юго-западе Торопецкого района Тверской области. Входит в состав Подгородненского сельского поселения.

## География
Деревня расположена в пределах Восточно-Европейской равнины, в западной части области, в восточной части района, вблизи деревень Мартюхи и Дашково.

### Климат
Деревня, как и весь район, относится к умеренному поясу северного полушария и находится в области переходного климата от океанического к материковому. Лето с температурным режимом +15…+20 °С (днём +20…+25 °С), зима умеренно-морозная −10…−15 °С; при вторжении арктических воздушных масс до −30…-40 °С.
Среднегодовая скорость ветра 3,5—4,2 метра в секунду.

## Население
| 2010 |
| ---- |
| 28   |

## Инфраструктура
Личное подсобное хозяйство с зоной сельскохозяйственного использования, индивидуальная застройка усадебного типа.

## Транспорт
Просёлочные дороги.